# Albisheim
Albisheim (Pfrimm) è un comune di 1.776 abitanti della Renania-Palatinato, in Germania.
Appartiene al circondario del Donnersberg (targa KIB) ed è parte della comunità amministrativa (Verbandsgemeinde) di Göllheim.